# Aijaz Ali
Aijaz Ali (Carachi, 20 de junho de 1968) é um ex-jogador de críquete paquistanês, naturalizado americano.
Ali foi jogador da Seleção de Críquete dos Estados Unidos.